# Ingemar Stenmark

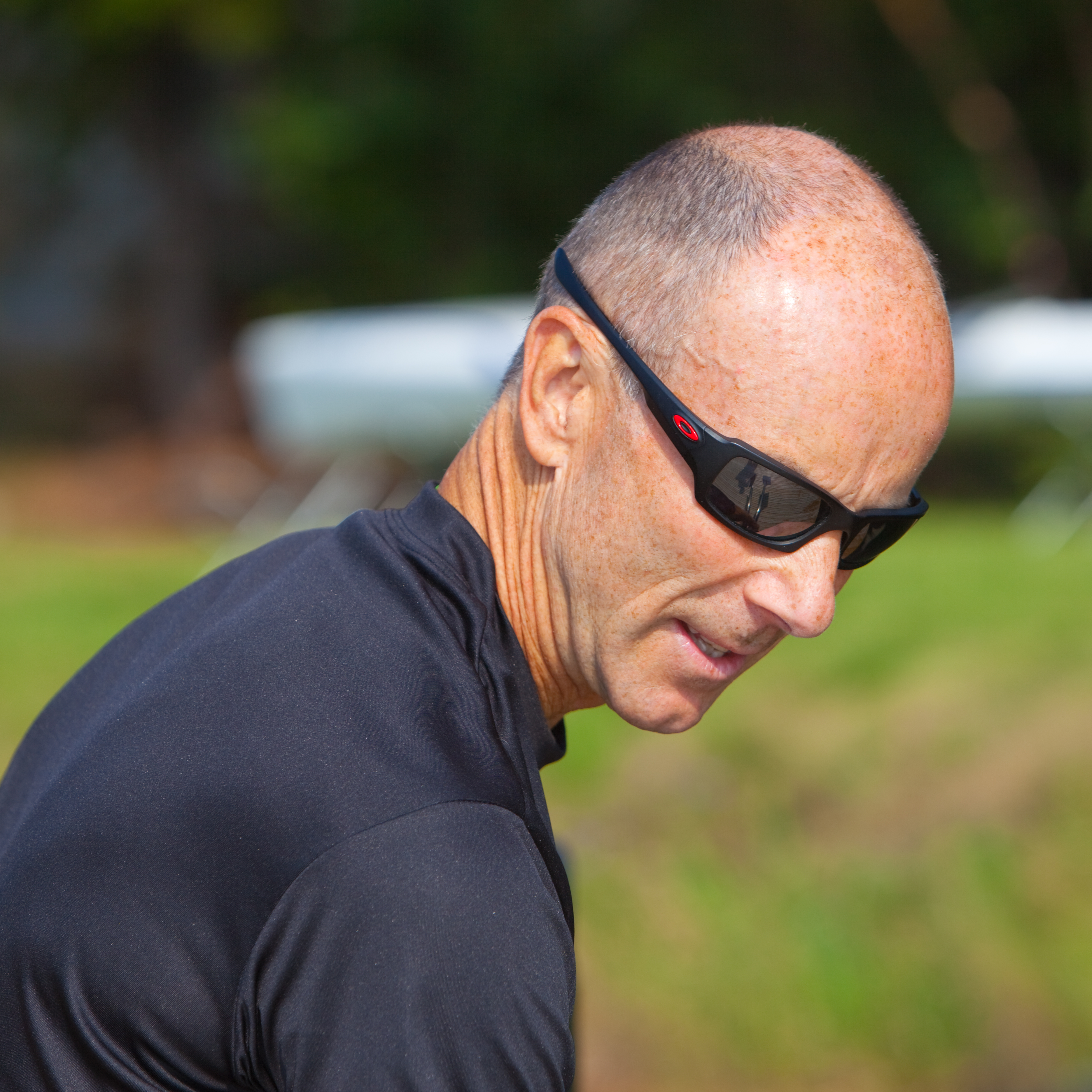
Foto de Ingemar Stenmark

Ingemar Stenmark nació el 18 de marzo de 1956 en Joesjö (Suecia), es un esquiador sueco formado en las especialidades de eslalon y eslalon gigante que comenzó compitiendo para el club Fjällvinden de Tärnaby. Ingemar ha conseguido ser uno de los deportistas más importantes de Suecia de todos los tiempos, y quizás el mayor esquiador alpino de todos los tiempos.
Stenmark nació en la provincia de Lappland. Su familia se trasladó a Tärnaby cuando él tenía cuatro años, allí se convirtió en vecino de Stig Strand que más tarde ganaría en la modalidad de eslalon de la Copa del Mundo. Ingemar empezó a esquiar a los cinco años y ya con ocho ganó su primera competición a nivel nacional.

## Personal
Stenmark estuvo casado con Ann Uvhagen, azafata de Lufthansa, de 1984 a 1987. Tienen una hija, nacida en 1984.

## Récords en competición
Stenmark ha ganado más competiciones de esquí alpino que ningún otro hombre con un total de 86 carreras en la copa del mundo de esquí alpino,
Stenmark debutó en la Copa del Mundo en diciembre de 1973, a la edad de 17 años. En el momento de su retirada, había ganado más carreras internacionales que ningún otro esquiador alpino hasta la fecha: consiguió 86 victorias en la Copa del Mundo (46 en eslalon gigante y 40 en eslalon). Hermann Maier es el siguiente con 53 victorias. Alcanzó estas cifras cuando solo había 3 disciplinas en la competición de alpino (descenso, eslalon gigante y eslalon) y menos carreras por temporada que hoy en día (descenso, super-G, eslalon gigante, eslalon y combinada). Stenmark raramente competía en descenso ya que no se sentía cómodo superando velocidades de 120 km/h.Desde entonces ha sido superado por Mikaela Shiffrin. Stenmark sólo ganó en las dos disciplinas técnicas: eslalon y eslalon gigante (las otras pruebas son descenso, super-G, corrida por primera vez en diciembre de 1982, y prueba combinada de esquí alpino). Rara vez compitió en las demás disciplinas, ya que no se sentía cómodo con velocidades superiores a 120 km/h (75 mph). Stenmark sigue ostentando el récord de mayor margen de victoria en una carrera alpina de la Copa del Mundo: 4,06 segundos por delante del segundo clasificado, Bojan Križaj, en Jasna el 4 de febrero de 1979. Stenmark era conocido como un campeón tranquilo, con respuestas breves, pero educadas, a las preguntas de los medios de comunicación.
Ganó el título global de la Copa del Mundo tres veces, de 1976 a 1978. También ganó el título de la Copa del Mundo de eslalon gigante 4 veces de las 10 que participó y el título de la Copa del Mundo en la modalidad de eslalon 6 de las 10 veces que participó. Y consiguió ganar todas las carreras de eslalon gigante en las temporadas 1977/1978 (7 de 7)) y 1978/1979 (10 de 10), en la temporada 1979/1980 ganó 10 de las 11 carreras. Y en la modalidad de eslalon ganó todas las carreras en la temporada 1975/1978 y casi todas en las temporadas 1976/1977 (9 de 10), 1981/1982 (8 de 9), 1979/1980 (7 de 8) 1974/1975 (7 de 8) y 1980/1981 (8 de 10).
Si tenemos en cuenta la Copa del Mundo de esquí alpino, los campeonatos del mundo FIS y las competiciones olímpicas, los resultados de Stenmark son los siguientes:
- 1.er puesto: 92 veces;
- 2.º puesto: 45 veces;
- 3.er puesto: 28 veces;
- 4.º puesto: 10 veces;
- 5.º puesto: 13 veces;
- 6.º puesto: 10 veces;
- 7.º puesto: 8 veces;
- 8.º puesto: 7 veces;
- 9.º puesto: 5 veces;
- 10.º puesto: 4 veces.

Stenmark no pudo participar en los Juegos Olímpicos de Sarajevo 1984 debido a su estatus como profesional por tanto no pudo defender las medallas de oro que consiguió en los Juegos Olímpicos de Lake Placid 1980. En los de 1988 de Calgary le permitieron volver a la competición olímpica.
Gracias a los 3 títulos de la Copa del Mundo (1976-78) ganó la medalla Holmenkollen en 1979, compartida con Erik Håker y Raisa Smetanina.

## Resultados en la Copa del Mundo

### Títulos de la temporada
- 19 títulos - (3 generales, 8 GS,[7] 8 SL)

| Overall        | Slalom                                  | Giant slalom                            |
| -------------- | --------------------------------------- | --------------------------------------- |
| 1976 1977 1978 | 1975 1976 1977 1978 1979 1980 1981 1983 | 1975 1976 1977 1978 1979 1980 1981 1984 |
| 3              | 8                                       | 8                                       |

### Clasificación de la temporada
| Temporada | Edad | Total | Slalom | Gigante slalom | Super-G             | Descenso | Combinada   |
| --------- | ---- | ----- | ------ | -------------- | ------------------- | -------- | ----------- |
| 1974      | 17   | 12    | 6      | —              | not run             | —        | not awarded |
| 1975      | 18   | 2     | 1      | 1              | not run             | —        | not awarded |
| 1976      | 19   | 1     | 1      | 1              | not run             | —        | —           |
| 1977      | 20   | 1     | 1      | 1              | not run             | —        | not awarded |
| 1978      | 21   | 1     | 1      | 1              | not run             | —        | not awarded |
| 1979      | 22   | 5     | 1      | 1              | not run             | —        | not awarded |
| 1980      | 23   | 2     | 1      | 1              | not run             | —        | —           |
| 1981      | 24   | 2     | 1      | 1              | not run             | —        | 15          |
| 1982      | 25   | 2     | 2      | 2              | not run             | —        | —           |
| 1983      | 26   | 2     | 1      | 2              | not awarded (w/ GS) | —        | 23          |
| 1984      | 27   | 2     | 2      | 1              | not awarded (w/ GS) | —        | —           |
| 1985      | 28   | 6     | 3      | 10             | not awarded (w/ GS) | —        | 25          |
| 1986      | 29   | 5     | 2      | 2              | —                   | —        | —           |
| 1987      | 30   | 6     | 2      | 7              | —                   | —        | —           |
| 1988      | 31   | 21    | 16     | 9              | —                   | —        | —           |
| 1989      | 32   | 17    | 21     | 4              | —                   | —        | —           |

## Otros logros
Durante los años de 1976 al 1978 Stenmark, junto con el tenista Björn Borg se convirtieron en ídolos nacionales en Suecia y ha seguido siéndolo a pesar del hecho de que se trasladó a Mónaco. El 26 de diciembre de 2004 él sobrevivió al terremoto del Océano Índico de 2004 mientras estaba de vacaciones en Tailandia.Esto no cambió por el hecho de que se trasladara a Mónaco en 1980 por motivos fiscales.A los 40 años, ganó el campeonato sueco de Superstars en 1996. El 26 de diciembre de 2004, Stenmark sobrevivió al terremoto del océano Índico mientras estaba de vacaciones en Tailandia. En 2015, fue bailarín famoso en el Let's Dance 2015, donde formó equipo con la bailarina profesional Cecilia Ehrling.

### Juegos Olímpicos
- 1976, bronce en el Eslalon Gigante
- 1980, oro en Eslalon y Eslalon Gigante

### Campeonato del mundo de esquí alpino
- 1978, oro en Eslalon y Eslalon Gigante
- 1982, oro en Eslalon y plata en Eslalon Gigante

### Victorias de la Copa del Mundo
| Fecha                   | Lugar                  | Modalidad       |
| ----------------------- | ---------------------- | --------------- |
| 17 de diciembre de 1974 | Madonna di Campiglio   | Eslalon         |
| 12 de enero de 1975     | Wengen                 | Eslalon         |
| 23 de febrero de 1975   | Naeba                  | Eslalon Gigante |
| 2 de marzo de 1975      | Garibaldi              | Eslalon Gigante |
| 13 de marzo de 1975     | Sun Valley             | Eslalon Gigante |
| 15 de diciembre de 1975 | Vipiteno               | Eslalon         |
| 11 de enero de 1976     | Wengen                 | Eslalon         |
| 24 de enero de 1976     | Kitzbühel              | Eslalon         |
| 27 de enero de 1976     | Zwiesel                | Eslalon Gigante |
| 7 de marzo de 1976      | Copper Mountain        | Eslalon         |
| 14 de marzo de 1976     | Aspen                  | Eslalon         |
| 3 de enero de 1977      | Laax                   | Eslalon         |
| 10 de enero de 1977     | Berchtesgaden          | Eslalon         |
| 16 de enero de 1977     | Kitzbühel              | Eslalon         |
| 23 de enero de 1977     | Wengen                 | Eslalon         |
| 6 de febrero de 1977    | Sankt Anton am Arlberg | Eslalon         |
| 6 de marzo de 1977      | Sun Valley             | Eslalon Gigante |
| 18 de marzo de 1977     | Voss                   | Eslalon         |
| 20 de marzo de 1977     | Åre                    | Eslalon         |
| 21 de marzo de 1977     | Åre                    | Eslalon Gigante |
| 25 de marzo de 1977     | Sierra Nevada          | Eslalon Gigante |
| 10 de diciembre de 1977 | Val d'Isère            | Eslalon Gigante |
| 13 de diciembre de 1977 | Madonna di Campiglio   | Eslalon         |
| 14 de diciembre de 1977 | Madonna di Campiglio   | Eslalon Gigante |
| 5 de enero de 1978      | Oberstaufen            | Eslalon         |
| 8 de enero de 1978      | Zwiesel                | Eslalon Gigante |
| 9 de enero de 1978      | Zwiesel                | Eslalon         |
| 18 de marzo de 1978     | Arosa                  | Eslalon Gigante |
| 9 de diciembre de 1978  | Schladming             | Eslalon Gigante |
| 21 de diciembre de 1978 | Kranjska Gora          | Eslalon         |
| 22 de diciembre de 1978 | Kranjska Gora          | Eslalon Gigante |
| 7 de enero de 1979      | Courchevel             | Eslalon Gigante |
| 16 de enero de 1979     | Adelboden              | Eslalon Gigante |
| 23 de enero de 1979     | Steinach               | Eslalon Gigante |
| 4 de febrero de 1979    | Jasna                  | Eslalon Gigante |
| 10 de febrero de 1979   | Åre                    | Eslalon Gigante |
| 11 de febrero de 1979   | Åre                    | Eslalon         |
| 4 de marzo de 1979      | Lake Placid            | Eslalon Gigante |
| 12 de marzo de 1979     | Heavenly Valley        | Eslalon Gigante |
| 17 de marzo de 1979     | Furano                 | Eslalon         |
| 19 de marzo de 1979     | Furano                 | Eslalon         |
| 8 de diciembre de 1979  | Val d'Isère            | Eslalon Gigante |
| 11 de diciembre de 1979 | Madonna di Campiglio   | Eslalon         |
| 12 de diciembre de 1979 | Madonna di Campiglio   | Eslalon Gigante |
| 21 de enero de 1980     | Adelboden              | Eslalon Gigante |
| 27 de enero de 1980     | Chamonix               | Eslalon         |
| 27 de febrero de 1980   | Waterville Valley      | Eslalon         |
| 1 de marzo de 1980      | Mont Sainte-Anne       | Eslalon Gigante |
| 10 de marzo de 1980     | Cortina d'Ampezzo      | Eslalon         |
| 11 de marzo de 1980     | Cortina d'Ampezzo      | Eslalon Gigante |
| 13 de marzo de 1980     | Saalbach               | Eslalon Gigante |
| 15 de marzo de 1980     | Saalbach               | Eslalon         |
| 9 de diciembre de 1980  | Madonna di Campiglio   | Eslalon         |
| 10 de diciembre de 1980 | Madonna di Campiglio   | Eslalon Gigante |
| 6 de enero de 1981      | Morzine                | Eslalon Gigante |
| 18 de enero de 1981     | Kitzbühel              | Eslalon         |
| 26 de enero de 1981     | Adelboden              | Eslalon Gigante |
| 1 de febrero de 1981    | Sankt Anton am Arlberg | Eslalon         |
| 2 de febrero de 1981    | Schladming             | Eslalon Gigante |
| 8 de febrero de 1981    | Oslo                   | Eslalon         |
| 11 de febrero de 1981   | Voss                   | Eslalon Gigante |
| 14 de febrero de 1981   | Åre                    | Eslalon Gigante |
| 9 de enero de 1982      | Morzine                | Eslalon Gigante |
| 12 de enero de 1982     | Bad Wiessee            | Eslalon         |
| 17 de enero de 1982     | Kitzbühel              | Eslalon         |
| 19 de enero de 1982     | Adelboden              | Eslalon Gigante |
| 9 de febrero de 1982    | Kirchberg              | Eslalon Gigante |
| 14 de diciembre de 1982 | Courmayeur             | Eslalon         |
| 23 de enero de 1983     | Kitzbühel              | Eslalon         |
| 11 de febrero de 1983   | Markstein              | Eslalon         |
| 13 de febrero de 1983   | Todtnau                | Eslalon Gigante |
| 26 de febrero de 1983   | Gällivare              | Eslalon Gigante |
| 13 de diciembre de 1983 | Courmayeur             | Eslalon         |
| 20 de diciembre de 1983 | Madonna di Campiglio   | Eslalon         |
| 10 de enero de 1984     | Adelboden              | Eslalon Gigante |
| 17 de enero de 1984     | Parpan                 | Eslalon         |
| 23 de enero de 1984     | Kirchberg              | Eslalon Gigante |
| 4 de febrero de 1984    | Borovetz               | Eslalon Gigante |
| 7 de marzo de 1984      | Vail                   | Eslalon Gigante |
| 15 de diciembre de 1985 | Alta Badia             | Eslalon Gigante |
| 25 de enero de 1986     | Sankt Anton am Arlberg | Eslalon         |
| 27 de febrero de 1986   | Hemsedal               | Eslalon Gigante |
| 18 de marzo de 1986     | Lake Placid            | Eslalon Gigante |
| 29 de noviembre de 1986 | Sestrières             | Eslalon         |
| 14 de febrero de 1987   | Markstein              | Eslalon         |
| 19 de febrero de 1989   | Aspen                  | Eslalon Gigante |